# Herbert Müller
Herbert Müller (n. 3 septembrie 1962, Timișoara, România) este un antrenor german de handbal, originar din Banat.
Fiul lui Franz și Anna Müller, au crescut la Variaș.
Înainte de a emigra în Germania în 1980, a activat între 1976-1980 ca extremă stângă la Politehnica Timișoara.
Din 1999 până în 2008 a fost antrenor al echipei feminine 1. FC Nürnberg, fiind în paralel și antrenorul echipei feminine de handbal a Austriei. Cu echipa germană a câștigat campionatul de trei ori (ultima dată în sezonul 2007/2008).
Începând cu anul 2008 a antrenat echipa CS Rulmentul Urban Brașov timp de un an și jumătate.
Din 2010 este antrenorul echipei germane Thüringer HC, cu care a câștigat atât campionatul cât și Cupa Germaniei. În paralel a continuat să fie antrenorul echipei feminine de handbal a Austriei.
Fratele său Helfried este și el antrenor de handbal.
Pe plan academic, Müller a fost Dozent (≈ conferențiar universitar) de matematică la Institut für Integration din Nürnberg.

## Legături externe
Materiale media legate de Herbert Müller la Wikimedia Commons